# 高草美代蔵

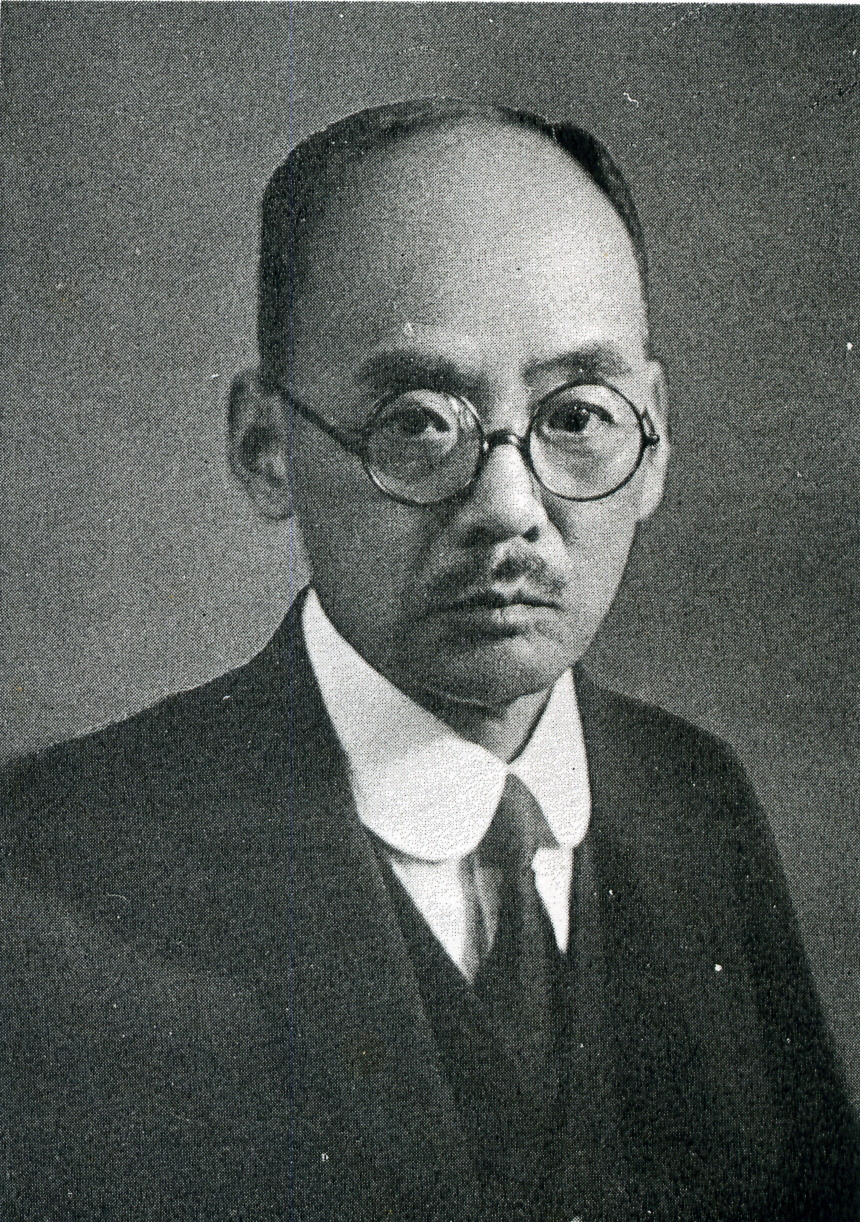
高草美代蔵

高草 美代蔵（美代藏、たかくさ みよぞう、1869年10月14日（明治2年9月10日）- 1959年（昭和34年）2月23日）は、明治から昭和前期の水産指導者、教育者、政治家、実業家。衆議院議員。旧姓・小橋。

## 経歴
備前国邑久郡久々井村（岡山県邑久郡朝日村久々井、西大寺市を経て現岡山市東区久々井）で、大庄屋・小橋市十郎の二男として生まれる。1891年（明治24年）閑谷黌（閑谷学校）卒を経て、1893年（明治26年）東京の水産伝習所（東京水産大学を経て現東京海洋大学）を卒業した。
佐賀県立唐津中学校教諭、岡山県農事講習所教師、同水産巡回教師、福井県立小浜水産学校長などを歴任した。その後、小田郡矢掛町矢掛の旧脇本陣高草家の分家・高草小太郎の養子となった。
小田郡会議員、同議長を務めた。1910年（明治43年）岡山県会議員に選出され1920年（大正9年）まで在任し同参事会員も務めた。1920年5月の第14回衆議院議員総選挙で岡山県第5区から出馬して初当選。以後、第15回、第17回総選挙で再選され、衆議院議員に通算3期在任した。この間、田中義一内閣・陸軍参与官などを務めた。衆議院では立憲政友会に所属し犬養毅の側近として水産問題を担当し兄・小橋藻三衛との兄弟議員として知られた。
水産指導者として漁業組合の近代化と発展に尽力し、1938年（昭和13年）6月、岡山県漁業組合連合会初代会長、同年10月、全国漁業組合連合会副会長にそれぞれ就任し、翌年に全漁連会長となった。その他、大日本水産会常務理事、岡山県水産会長などを務めた。
また、備中電気専務取締役、東児島電気取締役、日本輸出海産物販売社長、日本油脂販売社長、東京魚市場取締役なども務めた。

## 親族
- 妻 高草支多（養父長女）[6]
- 兄 小橋藻三衛（衆議院議員）[1]
- 弟 小橋広衛（岡山県会議員）[1]